# Hans Engell
 Der er flere personer med dette navn, se Hans Engell (flertydig).
Hans Engell (født 8. oktober 1948 i København) er en dansk tidligere politiker. Han er pr. 2020 fast politisk kommentator på TV 2 News og TV 2.
Han er tidligere leder af Det Konservative Folkeparti, samt tidligere forsvars- og justitsminister. I perioden 2000-2007 var Engell chefredaktør på Ekstra Bladet og fra 1999 til 2000 var han landsformand for Foreningen NORDEN.

## Karriere

### Uddannelse og tidlige år
Hans Engell tog sin studentereksamen på Sorø Akademis Skole 1967. Engell er udlært journalist på Berlingske Aftenavis og Berlingske Tidende, hvor han var ansat 1971-1978. Efter en årrække som politisk journalist på Berlingske Tidendes Christiansborg-redaktion blev Engell i 1978 hentet ind som chef for Det Konservative Folkepartis pressetjeneste af partiets daværende gruppeformand, Poul Schlüter. Han fungerede samtidig som redaktør for partiets medlemsblad, Vor Tid.

### Forsvarsminister 1982-1987
Da Schlüter i 1982 dannede sin første regering udnævnte han overraskende Engell til forsvarsminister. Ved valget 10. januar 1984 valgtes Engell desuden til Folketinget. Som forsvarsminister kom Engell, sammen med Udenrigsminister Uffe Ellemann-Jensen under kraftig beskydning fra oppositionen omkring den danske NATO-politik og dobbeltbeslutningen, der i disse år var genstand for stor politisk debat.
Desuden stod der blæst om Engell i forbindelse med placeringen af det politiske ansvar for "hovsa-missilet", hvor en dansk orlogskaptajn ved et uheld affyrede et harpoon-missil ind i et sommerhusområde og omkring pågribelsen af to danske spioner i Polen.
Efter valget i 1987 flyttede Schlüter Engell fra forsvarsministeriet til posten som konservativ gruppeformand, og han gled således ud af regeringen.
1984 blev han Kommandør af Dannebrog. Han har også modtaget Hjemmeværnets fortjensttegn og Fortjenstorden (Benemerência).

### Justitsminister 1989-1993
Da de første dønninger efter Tamilsagen forhindrede Erik Ninn-Hansen i at opnå genvalg som Folketingets formand valgte regeringen i stedet at indstille justitsminister H.P. Clausen. Engell fik den ledige plads som justitsminister 5. oktober 1989.
Ministeriet plagedes i Engells embedstid af de konstante oprulninger af nyt materiale i højesteretsdommer Mogens Hornslets kommission, der skulle kulegrave Tamilsagen, og i 1993 fældede Hornslets endelige rapport regeringen. Mens Engells to forgængere i justitsministeriet, H.P. Clausen og Erik Ninn Hansen modtog den hårdeste kritik gik Engell selv fri – de kritisable forhold lå forud for hans tid i embedet.

### Konservativ leder 1993-1997
Efter Schlüters afgang som formand for Det Konservative Folkeparti deltes magten i partiet mellem Engell, der blev gruppeformand og Henning Dyremose, der blev politisk leder. Konstruktionen viste sig dog at være uholdbar og de to lå i konstant kamp om magten i partiet indtil Dyremose ni måneder senere kastede håndklædet i ringen og forlod dansk politik.
Dermed var vejen banet for Engell som ubestridt konservativ leder. Han førte en midtsøgende politisk kurs efter Schlüters gamle filosofi om at opnå indflydelse – "borgerlige stemmer, der arbejder". Han lavede flere forlig med Poul Nyrup Rasmussens regering uden om Venstre og forholdet mellem Engell og Uffe Ellemann-Jensen var særdeles køligt.
Natten til den 20. februar 1997 kørte Engell ind i en betonklods ved et vejarbejde på Helsingørmotorvejen med en alkoholpromille på 1,37 efter en middag med den konservative folketingsgruppe. Efter nogle dage måtte Engell trække sig som konservativ leder. Det blev indledningen på flere års voldsomme magtkampe i Det Konservative Folkeparti. 
Begge Engells efterfølgere Per Stig Møller og Pia Christmas-Møller trak sig efter relativt korte perioder på posten, ikke mindst fordi Engell modarbejdede dem på de indre linjer. Først med valget af Bendt Bendtsen i august 1999 faldt der ro over partiet. Med valget af Bendtsen blev Engell sat uden for politisk indflydelse.

### Chefredaktør påEkstra Bladet2000-2007
Den 16. maj 2000 blev Engell udnævnt som ansvarshavende chefredaktør på Ekstra Bladet, hvor han efterfulgte Sven Ove Gade. Han nedlagde sit mandat og meldte sig ud af Det Konservative Folkeparti. 
Siden har han været hyppigt anvendt som politisk kommentator.
Efter skilsmissen fra Annette Engell blev Hans Engell gift for anden gang i 2005 med Pernille Kongsø, der i en årrække fungerede som hans sekretær.
Den 6. september 2007 blev Hans Engell fyret som chefredaktør på Ekstra Bladet fordi JP/Politikens Hus pga. hård konkurrence i avisbranchen ønskede at den succesfulde redaktør fra 24timer, Poul Madsen, skulle lede avisen.